# Laith Pharaon
Laith Gaith Pharaon es un empresario de la industria hotelera y promotor de bienes raíces. En los inicios de su carrera compitió en el circuito de motonáutica en carreras de alta mar (offshore) y en el F1 Powerboat durante varios años.

## Vida y carrera
Laith Pharaon nació el 8 de septiembre de 1968 en Londres, Inglaterra. Sus padres, Gaith Pharaon (fallecido) y Hala Pharaon.

### Como emprendedor
Pharaon es fundador y CEO de Orca Holding, un grupo financiero internacional situado en Valeta (Malta), con compañías asociadas en varios países. Es miembro de la Junta Directiva de la National Refinery Ltd y de Attock Refinery Limited, en Pakistán.

### Títulos en motonáutica
De 1995 a 2006, Laith Pharaon compitió a nivel internacional en carreras de Motonáutica en alta mar Clase 1. Fue ingresado al Salón de Campeones de la Asociación Americana de Motonáutica (APBA por sus siglas en inglés) en 1996.

#### Asociación Americana de Motonáutica APBA - Categoría Offshore[13]
- 1996 - 1º lugar

#### Union Internationale Motonautique (UIM) - World Class I - 16 litros - Campeonato Offshore[14]
- 1997 - 1º lugar
- 1998 - 4º lugar
- 1999 - Se retiró del campeonato

#### Union Internationale Motonautique (UIM) - Campeonato Mundial F1[15]
- 2000 - 17º
- 2001 - 5º
- 2002 - 2º[16]
- 2003 - 4º
- 2004 - 9º
- 2005 - 7º
- 2006 - 23º[17]